# Antigone (mytologi)
|  | Denne artikel handler om den mytologiske figur. For Sofokles' tragedie, se Antigone (Sofokles) |
Antigone (græsk: Ἀντιγόνη) er en figur fra den græske mytologi. Hun er datter af den sagnomspundne Kong Ødipus og hans kone Iokaste, og søster til Polyneikes, Eteokles og Ismene.
| Mytologi | Spire Denne artikel om mytologi er en spire som bør udbygges. Du er velkommen til at hjælpe Wikipedia ved at udvide den. |